# Koideova enačba
Koideova enačba je v fiziki enačba, ki povezuje mase treh negativno električno nabitih delcev iz skupine leptonov. Enačbo je leta 1981 pri raziskovanju sestavljenih modelov kvarkov in leptonov odkril Jošio Koide. Enačba je napovedala tudi maso tauona. Tedaj je bila napaka izmerjene vrednosti {\displaystyle m_{\tau }=17842\ {\rm {{MeV}/c^{2}}}}dve standardni deviaciji od napovedane, zato je Koide dve leti kasneje 1983 objavil članek s čisto fenomenološko obravnavo in uvedel člen {\displaystyle \delta }, da bi uskladil vrednosti z meritvami.
Razmerje mas je: 
{\displaystyle Q={\frac {m_{e}+m_{\mu }+m_{\tau }}{({\sqrt {m_{e}}}+{\sqrt {m_{\mu }}}+{\sqrt {m_{\tau }}})^{2}}}\!\,.}
Iz definicije je razvidno, da velja {\displaystyle 1/3<Q<1}. Večja vrednost se dobi, če se predpostavi, da je kvadratni koren strogo pozitiven. R. Foot je opazil, da se lahko {\displaystyle {1/3Q}} poda kot kvadrat kosinusa kota med vektorjema {\displaystyle ({\sqrt {m_{e}}},{\sqrt {m_{\mu }}},{\sqrt {m_{\tau }}})} in {\displaystyle (1,1,1)}. 
Problem je fizikalna vrednost. Mase elektrona, miona in tauona so izmerjene: {\displaystyle m_{e}=0,511\ {\rm {{MeV}/c^{2},\ m_{\mu }=105,7\ {\rm {{MeV}/c^{2},\ m_{\tau }=1777\ {\rm {{MeV}/c^{2}}}}}}}}, kar da:
{\displaystyle Q={\frac {2}{3}}\pm 0,01\,\%\!\,.}
Iz tega sledi, da tri navidezno naključna števila dajo preprost ulomek in tudi, da je Q srednja vrednost obeh mejnih vrednosti 1/3 in 1.
Enačbo so poskušali pojasniti z več prijemi, a je ostala nepojasnjena.